# مقاطعة سيمينول (فلوريدا)
مقاطعة سيمينول، فلوريدا (بالإنجليزية: Seminole County, Florida)‏ هي إحدى مقاطعات ولاية فلوريدا في الولايات المتحدة. تأسست سنة 1913، بلغ عدد سكانها 430838 نسمة في عام 2010 حسب إحصاء مكتب تعداد الولايات المتحدة وتصل الكثافة السكانية فيها 529.72 نسمة/كم2.

## أعلام
- ريك إيكستاين
- سكوت هول
- تيم رينز

## وصلات خارجية
- www.seminolecountyfl.gov